# Компактна флуоресцентна свјетиљка
Компактна флуоресцентна свјетиљка (КФС) (енг: compact fluorescent lamp (CFL)), такође позната под именом штедна сијалица (еко сијалица) је врста флуоресцентне свјетиљке. Направљене су са намјером да замијене класичне сијалице са ужареном нити (Incandescent light bulb), тако да директно могу да се уврну у сијалично грло класичне сијалице.
КФС „троше“ мање електричне енергије, имају дужи вијек трајања, али су зато доста скупље.
Спирални тип компактне флуоресцентне свјетиљке има нешто нижи степен искоришћења од цевастог типа због дебелог слоја фосфора на доњој страни. Ипак је једна од најпопуларнијих у САД.
Као све флуоресцентне свјетиљке, тако и компактна флуоресцентна свјетиљка или сијалица (КФС) садржи живу која је веома токсична, и због тога су велике компликације са одстрањивањем употребљених сијалица, једном ријечју, нису пријатне за околину.
КФЦ сијалице зраче другачији свјетлосни спектар од сијалица са жарном нити тј. класичних сијалица. Свјетло од КФЦ сијалице је „хладније“ од свјетла класичних сијалица.

## Историја
Претходница данашње КФЦ је сијалица из 1890-их година коју је изумео Петар Купер Хевит (Peter Cooper Hewitt)
 Хевитова сијалица је употребљавана у фотографским студијима и индустрији.
 Едмунд Гермер (Edmund Germer), Фридрих Мејер (Friedrich Meyer), и Ханс Спанер (Hans Spanner) су патентирали 1927. године тзв. свјетиљку с паром под високим притиском. Џорџ Инман (George Inman) у сарадњи са Џенерал Електриком (General Electric) направио је практичну флуоресцентну свјетиљку 1938. године, иначе патентована 1941. 
Данашњу КФС изумео је Ед Хамер (Ed Hammer), инжењер Џенерал Електрика, као одговор на нафтну кризу 1973. године.
КФС је постепено почела да се производи те примјењује за ширу употребу.

## Конструкција
Најважнији технички напредак био је замјена електромагнетног баласта са електронским баластом, који је одстранио већину треперења те спорог паљења, карактеристично за флуоресцентне свјетиљке. 
Глана два дијела свјетиљке су гасом напуњена цијев те баласт (електромагнетни или електронски).
Електрична струја из баласта долази до гаса гдје проузрокује емитовање ултраљубичасте свјетлости. Ултраљубичаста свјетлост затим побуди фосфорни слој унутар цијеви, који почне да емитује видљиву свјетлост. Електронски баласт садржи мали електронски круг (исправљач, филтер, транзисторе), прикључен на резонантни високо-фреквентни (40 kHz) инвертор (претварач) (DC - AC). Код стандарних КФС, пошто претварач настоји да стабилизује струју свјетиљке, а самим тим и произведену свјетлост, за распон улазног напона, ове свјетиљке нису погодне за континуисану регулацију јачине свјетлости од нуле па до пуне свјетлости свјетиљке.
Производе се и за једносмјерну и наизмјеничну струју. 

### Интегрисане КФС
Интегрисане свјетиљке садрже обоје, баласт и цијев у једном дијелу (отуда име интегрисана КФС), који има навојни или бајонетни прикључак. Ове свјетиљке се директо могу уврнути у сијалична грла класичних сијалица.

### Неинтегрисане КФС
Неинтегрисане свјетиљке имају посебно замјенљиву сијалицу и перманентно инсталисани баласт. Стартер је обично смјештен у бази сијалице саме. Пошто је пригушница смјештена у самом сијаличном грлу (кућишту), он је већи и трајнији у поређењу са пригушницом интегрисаних КФС. Само кућиште је зато скупље али и напредније изведбе јер нуди мање треперења, брже паљење, регулацију свјетлости итд.
Неинтегрисане свјетиљке су популарније за професионалне кориснике, као што су хотели, канцеларијске зграде итд.
Друга изведба неинтегрисаних свјетиљки је таква, гдје почетни систем има кућиште базе те посебно цијев. Касније се само цијев мијења. Примјери таквих свјетиљки су рецимо: „Thorn 2D“ те неке „Philips PL“ варијанте. Ријетко се већ могу наћи, јер су их засјениле јефтиније, интегрисане свјетиљке.

## Поређење са класичним сијалицама

### Вијек трајања
Просјечни вијек трајања КФС је од 8-15 пута дужи од класичних. 
 Типично имају назначен вијек трајања између 6000 и 15000 сати, док класичне имају 750 или 1000 сати. 
међутим, постоје и класичне сијалице са дугим вијеком трајања.

Вијек трајања зависи од више фактора, укључујући: напон, фабричке грешке, испостављеност краткотрајним пренапонима, испостављеност механичким потресима, мрежној фреквенцији, температури околине итд.
Вијек трајања КФС је значајно краћи ако се укључују да раде само неколико минута. Напримјер, ако су периоди укључивања и искључивања дуги само 5 минута, вијек трајања КФС може да буде краћи и до 85%, тако да им се нулира предност над класичним сијалицама.

Што су старије КФС производе мање свјетлости него на почетку, кад су нове. При крају свог вијека, може се очекивати да ће КФС да производе око 70-80% оригиналне почетне количине свјетлости.
 
Одговор човјечијег ока је логаритмична.

### Степен искоришћења
За дани ниво освјетљења, КФС троше између једне трећине до једне петине електричне енергије еквивалентне класичне сијалице.
 Пошто на електрично освјетљење отпада око 9% кућне потрошње електричне енергије (податак за САД 2001. године), значи прилична уштеда у потрошњи електричне енергије се може постићи употребљавајући КФС умјесто класичних сијалица.
Типична КФС успије да претвори између 17 to 21% електричне енергије у радијацијску – свјетлосну.
 Пошто се осјетљивост ока мијења са таласном дужином, је око, производња или учинак свјетиљке се мјери у луменима (lm). Луменски учинак (luminous efficacy) КФС је типично 60 до 72 лумена на ват (lm/W), против 8 to 17 (lm/W) за класичне сијалице.

### Цијена
Почетна инвестиција је доста већа јер је цијена КФС типично 3 – 10 пута већа од класичних сијалица. Али дужи вијек трајања те нижа потрошња електричне енергије покрије вишу почетну цијену.
У комерцијалним зградама КФС су веома ефикасне, јер се огромни простори освјетљавају скоро цијело радно вријеме. 

### Вријеме паљења
Док се класичне сијалице пале практично истовремено када се укључи прекидач, КФС је потребно неко вријеме док не достигну пуни сјај. При ниским температурама, то траје још дуже.
Неким врстама КФС потребно је и до три минута да достигну пуни сјај. Узимајући у обзир и краћи вијек трајања због чешћих укључења и искључења, КФС могу бити мање привлачне од класичних за сва мјеста гдје не треба да су укључене дуже времена, као нпр. за аутоматско укључивање и искључивање на улазима кућа, гаража итд.

## Друге технологије КФС
Друга врста флуоресцентних свјетиљки је тзв. радиофлуоресцентна свјетиљка или индукцијска свјетиљка.
Код ових свјетиљки, живина пара се узбуђује преко радиофреквентног осцилатора. Тренутно овај тип свјетиљке има високу производну цијену те проблеме у вези са електромагнетном компатибилности (Electromagnetic compatibility) и доношењу одговарајућих међународних стандарда. and RFI. 
Неки произвођачи праве КФС са титанијум диоксидним премазом на спољној страни. Сматра се да, титанијум диоксид, када се испостави ултравиолентој свјетлости, може да „уништи“ бактерије, вирусе споре буђи те одстрани непријатне мирисе. Ипак ове тврдње треба узети са резервом.
Хладно-катодна флуоресцентна свјетиљка, ХКФС (енг: Cold Cathode Fluorescent Lamp, (CCFL)) је једна од новијих типова КФС. 
Напон код ХКФС је пет пута већи него код КФС, док је струја десет пута мања. Имају пречник око 3 mm. Њихов учинак (lm/W) је око 50% мањи од учинка КФС. Иначе њихова предност је да су тренутне као класичне сијалице, компатибилне су са регулаторима освјетљења (dimmer), фотоћелијама, те имају дуг вијек трајања, око 50 хиљада сати. Неки произвођачи дају луминентни премаз на КФС тако да неко вријеме „свијетле“ након што их искључимо, што може бити корисно у ванредним ситуацијама.

## Свјетлосни спектар
Свјетлост је одашиљана (емитована) смјесом фосфора на унутрашњој страни цијеви, гдје сваки даје једну боју.
Ради се о компромису између нијансе одашиљане свјетлости, енергетске ефикасности (степена искоришћења) и цијене.
Три до четири премаза фосфора су потребна да се постигне „бијела“ свјетлост. Сваки додатни премаз фосфора, значи снижење енергетске eфикасности и повећања цијене.
Температура боје може да се изрази у келвинима kelvin или мирдима (mired) (1 милион подијељено са температуром боје у келвинима).
Температура боје је квантитативна мјера. Што је већа температура боје у келвинима, „хладнија“ је свјетлост.
Код данашњих КФС и других три фосфорних свјетиљки, имена боја нису стандардизована за поједине температуре боја, као што су биле код старијих холофосфатних флуоресцентних свјетиљки. Између појединих произвођача запажене су недослиједности и разлике. Нпр. „Sylvania's Daylight CFL“ има температуру боје 3.500 K, док већина других свјетиљки типа „дневна свјетлост“ ('daylight') има бар 5.000 K.
КФС се производе и у другим бојама али у мањем обиму
.

## Еколошки проблеми

### Уштеда енергије
Пошто флуоресцентне свјетиљке „троше“ мање електричне енергије за исту количину произведене свјетлости, него класичне свјетиљке са ужареном нити, КФС снижавају нето потрошњу електричне енергије, значи доприносе околине у том погледу.
Међутим, док КФС троше мање електричне енергије, на другој страни, више електричне енергије је потребно за њихову производњу, него за класичне сијалице. То је опет ублажено с тим да КФС имају дужи вијек трајања.

### Живине (Mercury) емисије
Као и све флуоресцентне свјетиљке тако и КФС, имају одређену количину живе. око 4,0 mg на сијалицу
, представља проблем за земљу, ваздух и воду. 
 Једни произвођачи производе КФС са мањом количином живе 1,0 mg до 1,5 mg на сијалицу.
У подручјима гдје је пуно термоелектрана на угаљ (жива се ослобађа приликом ложења угља), КФС могу допринијети смањењу негативном утицају на околину.
Овај ефекат је наравно неважан (ирелевантан) у подручјима гдје нема термоелектрана на угаљ. 
Наравно ту је проблем одлагања употребљених КФС.

#### Одлагање употребљених КФС
Досадашња истраживања у САД од стране „Maine DEP“ те такође Браун Универзитета (Brown University) из 2008. године, потврђују да количина живе ослобођена из поломљених КФС увелико премашује EPA (U.S. Environmental Protection Agency) сигурносне стандарде.
Употребљене свјетиљке би требало рециклирати на правилан начин. Нажалост, процјењује се, да је само око 3% КФС правилно одлагано или рециклирано.
У Европској унији КФС подлијежу директиви шеме за отпадну електричну и електронску опрему (Waste Electrical and Electronic Equipment Directive (WEEE)).
У малопродајну цијену укључен је и износ за рециклажу, с тим, да су произвођачи и увозници дужни да сабирају и рециклирају употребљене КФС. 
У већини земаља, посебне упуте за руковање са КФС тренутно нису исписане на паковањима КФС за кућну употребу.
Жива у КФС је опасна јер једна сијалица може да проузрокује контаминацију до 100,000 3 ваздуха — неких 300 пута од „EPA“ (U.S. Environmental Protection Agency) хроничне границе од само 300 3 ваздуха. Иста агенција препоручује завијање употребљених КФС у двојне пластичне врећице прије одлагања.
Студија од „Maine DEP“ из 2008. године је упоредила методе одлагања и упозорила да су пластичне врећице најгоре рјешење, јер живина пара наставља да „цури“ из врећице далеко преко дозвољеног нивоа. Maine DEP сада препоручује херметички затворене стаклене тегле, као најбоље рјешење за одслужену компактну флуоресцентну свјетиљку.

## Конструкцијски проблеми КФС
ВеличинаПостоји неколико проблема око конструкције КФС. Количина свјетлости емитована од КФС је пропорционална величини фосфорне површине, што значи да су сијалице са већом снагом веће од еквивалентних класичних сијалица. Због тога често сијалице типа КФС не могу да стану у елеменат (лустер) у којем смо имали класичну сијалицу.
РегулацијаНемогућност регулације јачине свјетлости. Само мали број посебних КФС имају ту могућност.
Хладна свјетлостХладна свјетлост, непријатна за човјечије око и расположење. Код КФС и при сниженој јачини свјетлости, хладна свјетлост остаје. Ово је у супротности са другим изворима свјетлости, као што су Сунце или класичне сијалице, гдје боја свјетлости постаје топлија са смањењем јачине (интензитета) свјетлости. Тестирања емоционалног реаговања код људи на пригушену хладну свјетлост показују да таква свјетлост дјелује одвратно хладно и чак злокобно.
Негативан утицај на квалитет електричне струјеКвалитет електричне струје може да буде на удару код већих инсталација КФС. Ради се о израженој напонској дисторзији.
Споро постизање пуног освјетљењаПуна јачина свјетлости из КФС постигнута тек након дуже времена (и до 3 минуте).
На самом почетку када се укључи КФС ниво свјетлости може да буде чак и упола мањи од нормалног пуног нивоа. 
На другој страни, класичним сијалицама је потребно само око 0,1 секунда.
БрујањеКао већина флуоресцентних свјетиљки тако и КФС може да емитује звук у облику брујања, док код класичних сијалица тога нема. Посебно у мирним собама то може да буде веома непријатно,али опет то се код многих КФС готово и не примети
ИридесценцијаКод флуоресцентних свјетиљки може доћи до појаве иридесценције (преливање боја). Ниво може да буде скоро непримјетан али може да буде и веома видљив.
Интерференција преклопних сатоваЕлектронски преклопни сатови могу изазвати сметње (интерференцију) код баласта те им скратити вијек трајања.
Рад на ниским температурамаКФС које нису направљене за рад на ниским температурам околине, једноставно неће моћи да раде.
Слабљење интензитетаКФС са временом губе ниво свјетлости које могу да емитују. Што су старије слабије свијетле.

## Питање масовније употребе КФС
Посебно због мање потрошње електричне енергије и самим тим „мање контаминације“ околине, разне организације настоје да на разне начине повећају употребу КФС, те са друге стране смање употребу класичних сијалица.
Владе неких држава разматрају чак ригорзније мјере, као што су потпуно укидање класичних сијалица на рачун увођења КФС. Мјере су као у већини случајева финансијске природе, веће таксе на производњу класичних сијалица па чак и забрана производње класичних сијалица. САД, Канада и Аустралија су већ објавиле увођење потпуне забране употребе класичних сијалица у ближој будућности.
На састанку Екодизајн регулационог комитета (Ecodesign Regulatory Committee) у Бриселу, децембра 2008, чланице ЕУ су одобриле приједлог постепеног укидања класичних сијалица почевши одмах од 2009. године па до 2012. године.